# Catedral de San Demetrio el Mártir de Tesalónica
La Catedral de San Demetrio el Mártir de Tesalónica o simplemente Catedral de Piana degli Albanesi (en italiano: Cattedrale di San Demetrio Megalomartire di Tessalonica) es el nombre que recibe un templo católico, elevado al rango de catedral, de la localidad de Piana degli Albanesi y la Eparquía de Piana degli Albanesi (Eparchia Planensis Albanensium), circunscripción de la Iglesia Italo-albanesa en Sicilia al sur del país europeo de Italia. El rito italo-albanés esta en plena comunión con el papa en Roma.
La catedral es el más grande y el más importante edificio religioso de la Eparquía, y la sede de la diócesis. La sede de las principales manifestaciones del culto del rito bizantino y las ceremonias solemnes con motivo de las celebraciones del Eparca - como Reyes, Pascua (Pashkët), Navidad (Krishtlindjet), tienen lugar en este edificio.
Situada en la calle principal de Piana degli Albanesi, la catedral fue la sede de 1784 del obispo ordenante de rito griego-bizantino de los albaneses de Sicilia, y hasta al 18 de julio de 1924, en Piana degli Albanesi.

## Véase también

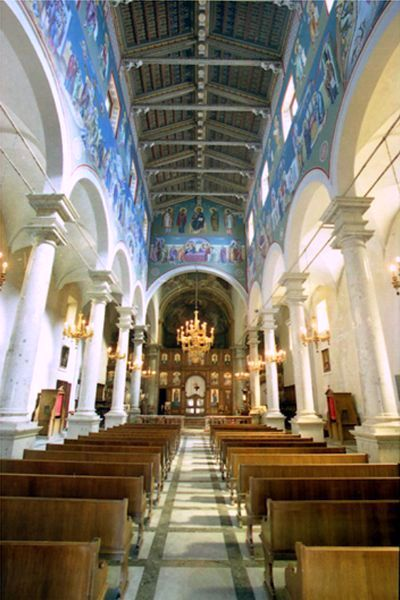
Vista interna